# Свети Безсребреници Каридски
„Св. св. Безсребреници Козма и Дамян и Свети Апостоли Каридски“ (или Каривски, или Долценски, или „Свети Врачи“; на гръцки: Αγίων Αναργύρων Καρύδη, Καρίβη) е православна църква в град Костур (Кастория), Егейска Македония, Гърция. Храмът е част от Костурската епархия.

## Местоположение
Храмът е част от Каридската енория, разположен в Долца, южната традиционна махала на града.

## История
Представлява трикорабна каменна базилика, издигната около 1840 година върху по-стар малък храм, чиито иконостас и икони са пренесени в новата църква. Иконостасът е богато украсен резбован, завършен през април 1864 година, когато са надживописани и старите иконостасни икони.
В 1991 година храмът е обявен за исторически паметник.
- Богородица се застъпва за хората пред сина си Иисус Христос
- Украса на иконостаса
- Украса на иконостаса
- Стенопис на Христос Вседържител от тавана
- Икона на Христос Светлина на света от иконостаса, около 1840 г.
- Икона на Свети Йоан Предтеча от иконостаса, около 1840 г.
- Икона на патроните Светите Безсребреници от иконостаса, 1842 г.